# Sarabia (Fluss)
Der Sarabia (früher auch Sarabbia) ist ein Fluss in Oaxaca in Mexiko. Er ergießt sich etwa 30 Kilometer nördlich der Stadt Matías Romero in den Río Coatzacoalcos, der wiederum in den Golf von Mexiko mündet. Die Mündung trägt nach den Aufzeichnungen Alexander von Humboldts und des Heinrich Berghaus den Namen Paso del Sarabia (Malpaso) und liegt demnach auf 45 Metern über dem Meeresspiegel. Auf der rechten Seite des Flusslaufs etwa auf halber Länge des Sarabia liegt auch der gleichnamige Ort Paso Real de Sarabia. Johann Wilhelm von Müller schreibt in seinen Aufzeichnungen, die er in dem Buch Reisen in den Vereinigten Staaten, Canada und Mexico zusammengefasst hat, dass der Fluss auf der Höhe des Ortes Sarabia bis zu seiner Mündung in den Río Coatzacoalcos breit und ziemlich tief ist. Ein Stück weiter liegt die Ebene von Sarabia, eine, wie Johann Wilhelm von Müller schreibt, prachtvolle Prärie.